# Mark Flood
Mark Flood (* 29. September 1984 in Charlottetown, Prince Edward Island) ist ein ehemaliger kanadischer Eishockeyspieler und derzeitiger -scout, der im Verlauf seiner aktiven Karriere zwischen 2001 und 2022 unter anderem 39 Spiele für die New York Islanders und Winnipeg Jets in der National Hockey League (NHL) auf der Position des Verteidigers bestritten hat. Darüber hinaus absolvierte Flood über 400 weitere Partien in der American Hockey League (AHL).

## Karriere
Mark Flood begann seine Karriere als Eishockeyspieler bei den Peterborough Petes, für die er von 2001 bis 2005 in der kanadischen Juniorenliga Ontario Hockey League (OHL) aktiv war. In diesem Zeitraum wurde er im NHL Entry Draft 2003 in der sechsten Runde als insgesamt 188. Spieler von den Canadiens de Montréal aus der National Hockey League (NHL) ausgewählt, für die er allerdings nie spielte. Stattdessen unterschrieb der Verteidiger am 22. August 2005 einen Vertrag als Free Agent bei den Columbus Blue Jackets und lief in der Saison 2005/06 für deren Farmteam Dayton Bombers in der ECHL auf. Dabei erzielte er in 50 Spielen insgesamt 25 Scorerpunkte, darunter elf Tore. Parallel spielte er neunmal für das weitere Farmteam der Blue Jackets, die Syracuse Crunch aus der American Hockey League (AHL). In der Saison 2006/07 begann er erneut bei den Syracuse Crunch in der AHL, wurde jedoch nach nur acht Spielen Ende November 2006 im Tausch gegen Derrick Walser zu den Carolina Hurricanes transferiert und verbrachte die folgenden zweieinhalb Jahre bei deren AHL-Farmteam Albany River Rats.
In der Saison 2009/10 gab Flood für die New York Islanders sein Debüt in der NHL. In sechs Spielen bereitete er dabei ein Tor vor. Die restliche Spielzeit verbrachte er bei deren AHL-Kooperationspartner Bridgeport Sound Tigers. Nach einer Spielzeit in der AHL bei den Manitoba Moose wurde der Kanadier zur Saison 2011/12 von den Winnipeg Jets verpflichtet, für die er in seinem ersten Jahr in 33 Spielen drei Tore und vier Vorlagen erzielte. Parallel stand er in elf Partien für deren Farmteam St. John’s IceCaps aus der AHL auf dem Eis. Im Sommer 2012 konnte sich Flood als Free Agent nicht mit den Jets auf einen neuen Vertrag einigen und unterschrieb einen Vertrag bei Lokomotive Jaroslawl aus der Kontinentalen Hockey-Liga (KHL). Zur Saison 2013/14 wurde er von den Carolina Hurricanes verpflichtet, kam aber ausschließlich bei den Charlotte Checkers in der AHL zum Einsatz.
Daher entschloss der Abwehrspieler sich ein Jahr später zu einer Rückkehr nach Europa und wurde vom KHL-Teilnehmer KHL Medveščak Zagreb unter Vertrag genommen. Für Zagreb sammelte er 23 Scorerpunkte in 60 Begegnungen, ehe er im Mai 2015 vom Ligakonkurrenten HK Lada Toljatti verpflichtet wurde. Bei Lada Toljatti hatte er eine durchwachsene Saison mit nur sechs Scorepunkten in 32 Partien, so dass er die KHL nach der Spielzeit 2015/16 verließ. Im Juni 2016 wurde er vom EC Red Bull Salzburg aus der österreichischen Erste Bank Eishockey Liga (EBEL) verpflichtet.
Nachdem Flood dort eine Saison verbracht hatte, kehrte er auf Basis eines Probevertrags zu den Manitoba Moose in die AHL zurück. Da das Engagement jedoch nicht in einem langfristigen Vertrag mündete, wechselte der Defensivspieler daher im Oktober 2017 zu Tampereen Ilves in die finnische Liiga. Er absolvierte dort zwei Spielzeiten, ehe er im Juni 2019 wieder in die EBEL zurückkehrte und die Saison 2019/20 bei den Vienna Capitals verbrachte. Anschließend lief Flood zwei Jahre zwischen 2020 und 2022 für die Dragons de Rouen in der französischen Ligue Magnus auf. Mit den Dragons gewann er im Frühjahr 2021 die Französische Meisterschaft. Im Sommer 2022 beendete der 37-Jährige seine aktive Karriere und wurde danach als Scout von den Ottawa Senators aus der NHL angestellt.

## Erfolge und Auszeichnungen
- 2005 OHL Third All-Star-Team
- 2016 Spengler-Cup-Gewinn mit dem Team Canada
- 2021 Französischer Meister mit den Dragons de Rouen

## Karrierestatistik
(Legende zur Spielerstatistik: Sp oder GP = absolvierte Spiele; T oder G = erzielte Tore; V oder A = erzielte Assists; Pkt oder Pts = erzielte Scorerpunkte; SM oder PIM = erhaltene Strafminuten; +/− = Plus/Minus-Bilanz; PP = erzielte Überzahltore; SH = erzielte Unterzahltore; GW = erzielte Siegtore; 1 Play-downs/Relegation; Kursiv: Statistik nicht vollständig)